# Eagle Pass (Teksas)
Eagle Pass je grad u američkoj saveznoj državi Teksas. Prema popisu stanovništva iz 2010. u njemu je živjelo 26.248 stanovnika.